# تپه قور بچون
تپه قور بچون در شهرستان کوهدشت، بخش طرهان، دهستان طرهان، ۱۰۰ متری جنوب غرب روستای دمروستان واقع شده و این اثر در تاریخ ۲۸ اسفند ۱۳۸۵ با شمارهٔ ثبت ۱۸۸۴۹ به‌عنوان یکی از آثار ملی ایران به ثبت رسیده است.